# James Garner (színművész)
James Garner, született James Scott Bumgarner (Norman, Oklahoma, USA, 1928. április 7. – Los Angeles, Kalifornia, 2014. július 19.) többszörös Emmy- és Golden Globe-díjas amerikai színpadi és filmszínész.
Hat évtizeden keresztül szerepelt nagyszámú kalandfilmben és televíziós sorozatban, így címszereplője volt a népszerű Maverick western-sorozat többször újraindított folytatásaiban,  és a Jim Rockford magánnyomozó kalandjairól szóló filmekben (The Rockford Files). Emellett félszáz színházi mű filmes adaptációjában is szerepelt.

## Élete

### Származása, ifjúkora
Apja, Weldon Warren Bumgarner német bevándorlók gyermeke volt. Anyja, Mildred Scott félig angolszász, félig cseroki származású volt. James három fiútestvér közül legifjabbként született 1928-ban az oklahomai Normanben, Oklahoma Citytől délre. (Szülőháza ma már nem fellelhető, helyét 1965-ben elárasztották a Thunderbird-tó nevű új tározó felduzzasztott vizével). Édesanyjuk meghalt, amikor James négyéves volt (1932), özvegy apjuk a fiúkat a nagyanyjukhoz adta gondozásba. Apja többször újranősült. Fiait ismét magához vette, de az új feleség, Wilma nevezetű asszony, gyűlölte és gyakran verte férjének fiait. Különösen Jamest, a legkisebbet üldözte. Tizennégy éves korában James visszaütött, félholtra verte gyűlölt mostohaanyját, aki ezután el is hagyta a családot. Az apa a fiaival együtt Los Angelesbe költözött, és újra megnősült. Apjának későbbi feleségére, bizonyos Grace-re viszont James nagy szeretettel emlékezett egész életében.
Tizenhat évesen (1944) otthagyta a középiskolát, jelentkezett a tengerészethez. Később részt vett a koreai háborúban, kétszer megsebesült, ennek nyomán kétszer megkapta a Bíbor Szív sebesülési érmet.
Hazatérése (1953) után üzemgazdaságtant tanult, de hamarosan New Yorkba ment, hogy a Berghof-iskolában színészmesterséget tanuljon. Alkalmi munkákból tartotta fenn magát, míg 1954-ben bejutott egy broadway-i színpadi produkcióhoz. Ugyanebben az évben névtelen szerepet kapott Edward Dmytryks rendező Zendülés a Caine hadihajón című háborús filmjében, amely Herman Wouk színműve alapján készült. Ezután már sorjában kapta a kisebb filmes és tévés szerepeket.

### Színészi pályája

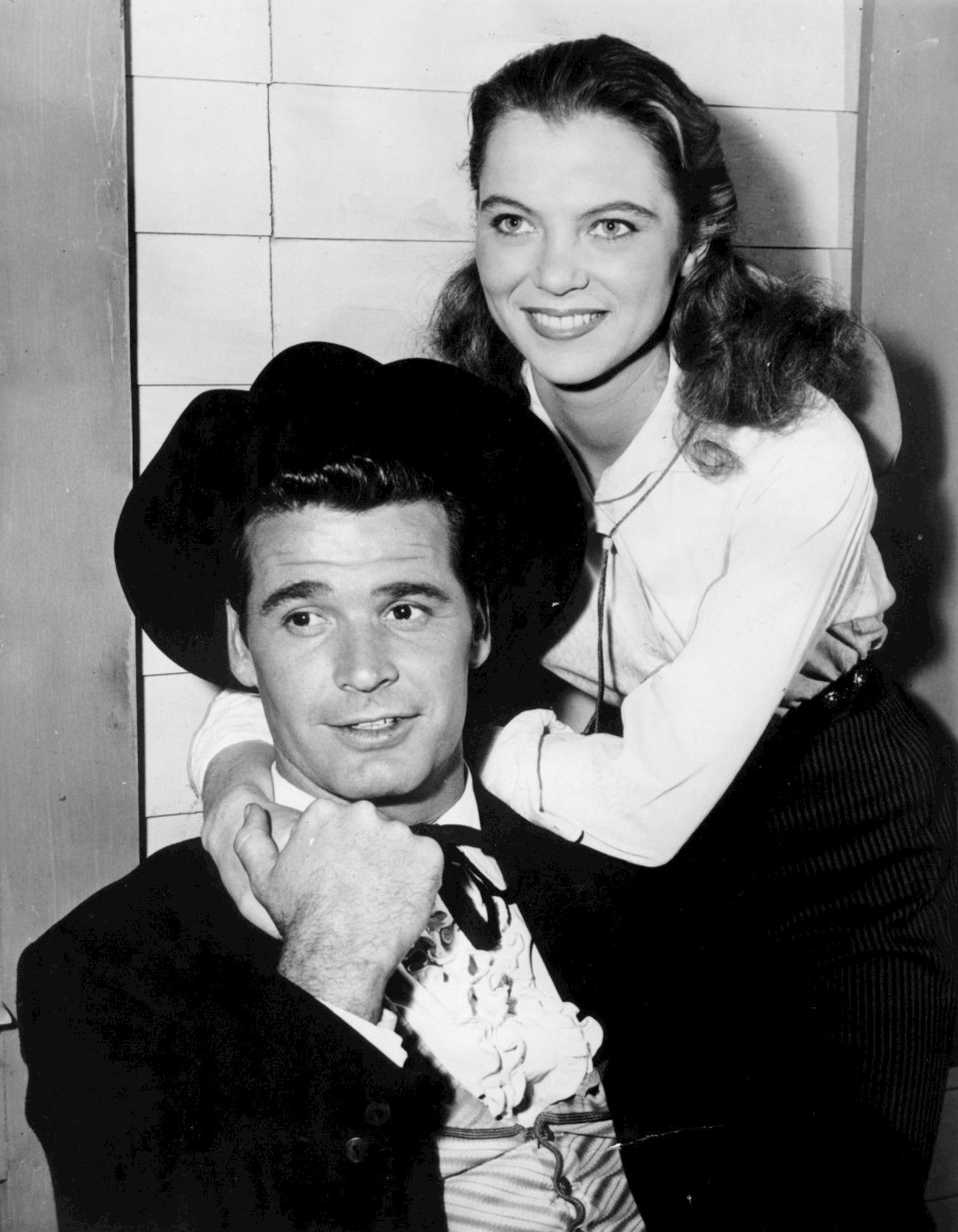
Garner és Louise Fletcher a Maverick forgatásán (1957)

Az 1957–1962 között készült Maverick című televíziós western-sorozatban már ő kapta a főszerepet, Bret Mavericket, ez széles körben ismertté tette. Egymás után kapta a ajánlatokat, gyakran főszerepre hívták. Különféle műfajú filmekben, sikeresen bizonyította tehetségét westernekben, egyéb kalandfilmekben, krimikben, vígjátékokban és háborús történetekben is. Világsztárok mellett játszott és tanulta a mesterség fogásait.
Legnépszerűbb alakítása a Rockford nyomoz-krimisorozat címszerepe, Jim Rockford magánnyomozó lett. A sorozat filmjeit 1974 és 1980 között sugározták Amerikában, az epizódok egész estés nagyfilmek voltak, az 1970-es évek stílusában. 1981–1982 között Garmer még egyszer visszatért Bret Maverick szerepében, a hasonló című wetsresorozat folytatásában. Tizenkét évvel később, 1994-ben a Maverick – Halálos póker című mozifilmben ezt a címszerepet már a két évtizeddel fiatalabb Mel Gibson vette át Garnertől. Ebben a filmben a 66 éves Garner, korának megfelelően, egy idősebb karaktert alakított, Zane Cooper békebírót, akiről a történet során kiderül, hogy ő Bret Maverick filmbéli apja.
Garner alapított egy saját filmgyártó vállalatot is, mellyel néhány saját filmtervét finanszírozta. Szenvedélyes autóverseny-rajongó volt, maga is vezetett versenyautót. 1956-ban, amikor John Frankenheimer elkészítette Grand Prix című filmjét, a jól felkészült Garnert választotta a főszerepre. 1956 után Garner két évre társtulajdonosa lett az „American International Racers“ (AIR) nevű versenyistállónak. 1969-ben közreműködött Andy Sidaris The Racing Scene című dokumentumfilmjében, amely az AIR történetéről szólt. Garner jelen volt az Indianapolisi 500 mérföldes autóversenyeken is: 1975-ben, 1977-ben és 1985 ő vezette a biztonsági autót (pacecar).

### Magánélete

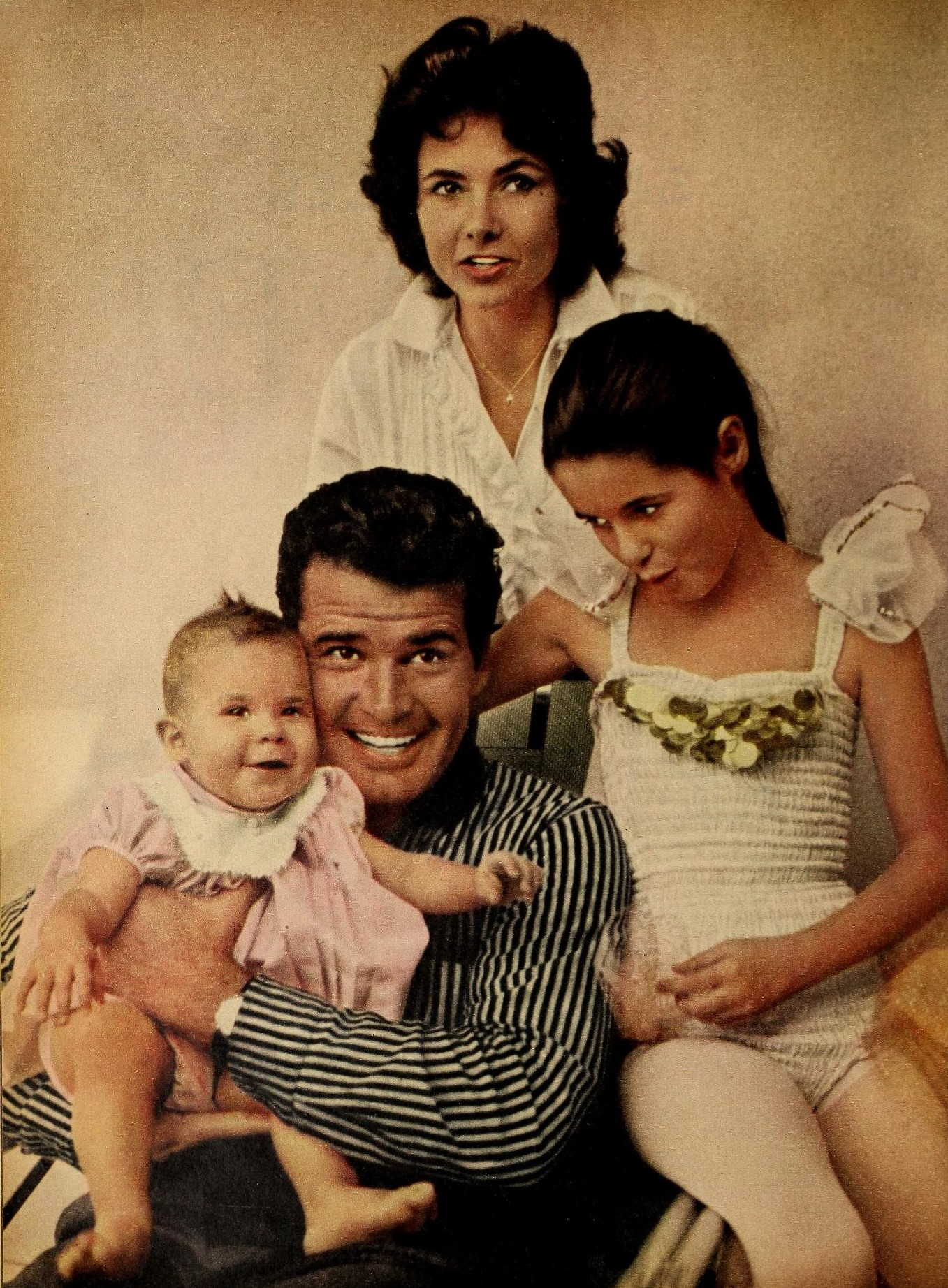
Feleségével és gyermekeivel (1959)

1956-ban házasságot kötött Lois Josephine Fleischman-Clarke-val, akinek már volt egy Kimberley nevű leánya. A család Garner vidéki farmján, Santa Barbara mellett lakott, távol Hollywood zajától. Felesége aktívan gyakorolta zsidó vallását. 
Közös leányuk, Greta („Gigi“) Garner, aki 1958. január 4-én született, az 1980-as években Nagy-Britanniában sikeres énekesnői karriert futott be.
Garner egész életében az amerikai Demokrata Párt meggyőződéses és harcos támogatója volt. Önéletrajza szerint 1963. augusztus 28-án személyesen, az első sorokban ülve hallgatta Martin Luther King „Van egy álmom” kezdetű híres beszédét. Az 1985-ös „Space” tévésorozat forgatókönyvét az ő kérésére átírták, hogy a főszereplő, Norman Grant szenátor (akit Garner játszott) ne az eredetileg megírt republikánus, hanem demokrata párti legyen.

### Visszavonulása, halála
A Rockford-filmek forgatása során Garner sok ugrással, eséssel, gurulással járó akciójelenetet játszott. Az erős fizikai terhelés miatt régi térdsérülése kiújult, többször meg kellett operálni, a Rockford-sorozatot 1980 után nem folytathatta. A következő években szívproblémái miatt bypass-műtétekre kényszerült.
2008 május elején kisebb agyvérzés érte, műtétre szorult. Ezt követően egészsége meggyengült, már csak narrátorként vagy kommentálóként jelent meg egy-egy filmes projektben. 
2014. július 19-én szívinfarktus következtében hunyt el otthonában, Los Angeles elővárosában, Brentwoodban, röviddel 58. házassági évfordulója előtt. Özvegye, Lois Clarke hét évvel később, 2021. október 31-én hunyt el.

## Filmjei
| Év   | Magyar cím                                        | Eredeti cím                            | Szerep                                    | Magyar hang          | Rendező             |
| ---- | ------------------------------------------------- | -------------------------------------- | ----------------------------------------- | -------------------- | ------------------- |
| 1956 |                                                   | Toward the Unknown                     | Joe Craven                                |                      | Mervyn LeRoy        |
| 1956 |                                                   | The Girl He Left Behind                | Preston                                   |                      | David Butler        |
| 1957 |                                                   | Shoot-Out at Medicine Bend             | John Maitland őrmester                    |                      | Richard L. Bare     |
| 1957 | Szajonara                                         | Sayonara                               | Mike Bailey kapitány                      | Barabás Kiss Zoltán  | Joshua Logan        |
| 1958 |                                                   | Darby's Rangers                        | William Orlando Darby                     |                      | William Wellman     |
| 1959 |                                                   | Up Periscope                           | Kenneth M. Braden hadnagy                 |                      | Gordon Douglas      |
| 1960 |                                                   | Cash McCall                            | Cash McCall                               |                      | Joseph Pevney       |
| 1961 | A gyerekek órája                                  | The Children's Hour                    | Dr. Joe Cardin                            | Csernák János        | William Wyler       |
| 1961 | A gyerekek órája                                  | The Children's Hour                    | Dr. Joe Cardin                            | Csankó Zoltán        | William Wyler       |
| 1961 | A gyerekek órája                                  | The Children's Hour                    | Dr. Joe Cardin                            | Szabó Sipos Barnabás | William Wyler       |
| 1961 | A gyerekek órája                                  | The Children's Hour                    | Dr. Joe Cardin                            | Kapácsy Miklós       | William Wyler       |
| 1962 | A fiúk átmulatott éjszakája                       | Boys' Night Out                        | Fred Williams                             |                      | Michael Gordon      |
| 1963 | A nagy szökés                                     | The Great Escape                       | Hendley hadnagy / A tolvaj                | Haás Vander Péter    | John Sturges        |
| 1963 | A nagy szökés                                     | The Great Escape                       | Hendley hadnagy / A tolvaj                | Kautzky Armand       | John Sturges        |
| 1963 | A nagy szökés                                     | The Great Escape                       | Hendley hadnagy / A tolvaj                | Laklóth Aladár       | John Sturges        |
| 1963 | Minden izgalmat                                   | The Thrill of It All                   | Dr. Gerald Boyer                          |                      | Norman Jewison      |
| 1963 | A kerékpáros kereskedők                           | The Wheeler Dealers                    | Henry Tyroon                              |                      | Arthur Hiller       |
| 1963 | Költözz át, drágám                                | Move Over, Darling                     | Nick Arden                                |                      | Michael Gordon (2)  |
| 1964 | Szerelmi partraszállás                            | The Americanization of Emily           | Charles Edward Madison parancsnok         | Kautzky Armand       | Arthur Hiller (2)   |
| 1965 | 36 óra                                            | 36 Hours                               | Jefferson Pike                            |                      | George Seaton       |
| 1965 |                                                   | The Art of Love                        | Casey Barnett                             |                      | Norman Jewison (2)  |
| 1966 |                                                   | A Man Could Get Killed                 | William Beddoes                           |                      | Ronald Neame        |
| 1966 | Cliff Owen                                        | A Man Could Get Killed                 | William Beddoes                           |                      |                     |
| 1966 | Párbaj Diablónál                                  | Duel at Diablo                         | Jess Remsberg                             | Csernák János        | Ralph Nelson        |
| 1966 | Párbaj Diablónál                                  | Duel at Diablo                         | Jess Remsberg                             | Háda János           | Ralph Nelson        |
| 1966 |                                                   | Mister Buddwing                        | Mr. Buddwing                              |                      | Delbert Mann        |
| 1966 | A nagy verseny                                    | Grand Prix                             | Pete Aron                                 |                      | John Frankenheimer  |
| 1967 | Fegyverek órája                                   | Hour of the Gun                        | Wyatt Earp                                |                      | John Sturges (2)    |
| 1968 |                                                   | How Sweet It Is!                       | Grif                                      |                      | Jerry Paris         |
| 1968 |                                                   | The Pink Jungle                        | Ben Morris                                |                      | Delbert Mann (2)    |
| 1969 |                                                   | The Racing Scene                       | önmaga                                    |                      | Andy Sidaris        |
| 1969 | Hurrá, van seriffünk!                             | Support Your Local Sheriff!            | Jason McCullough                          | Koroknay Géza        | Burt Kennedy        |
| 1969 | Hurrá, van seriffünk!                             | Support Your Local Sheriff!            | Jason McCullough                          | Kassai Károly        | Burt Kennedy        |
| 1969 | A kicsi nővér                                     | Marlowe                                | Philip Marlowe                            | Dörner György        | Paul Bogart         |
| 1970 | A férfi, akit Sledge-nek hívtak                   | A Man Called Sledge                    | Luther Sledge                             |                      | Vic Morrow          |
| 1971 | Hurrá, van bérgyilkosunk!                         | Support Your Local Gunfighter          | Latigo Smith                              | Szersén Gyula        | Burt Kennedy (2)    |
| 1971 | Hurrá, van bérgyilkosunk!                         | Support Your Local Gunfighter          | Latigo Smith                              | Bolla Róbert         | Burt Kennedy (2)    |
| 1971 | Vásárra viszem a bőröd                            | Skin Game                              | Quincy Drew / Nathaniel Mountjoy százados | Kalocsay Miklós      | Paul Bogart (2)     |
| 1971 | Vásárra viszem a bőröd                            | Skin Game                              | Quincy Drew / Nathaniel Mountjoy százados | Mihályi Győző        | Paul Bogart (2)     |
| 1972 | Csak a gazdáikat ölik meg                         | They Only Kill Their Masters           | Abel Marsh                                |                      | James Goldstone     |
| 1973 | Egy kis indián                                    | One Little Indian                      | Clint Keyes                               | Kristóf Tibor        | Bernard McEveety    |
| 1974 | A partra vetett cowboy                            | The Castaway Cowboy                    | Lincoln Costain                           | Papp János           | Vincent McEveety    |
| 1980 | Ép test, ép lélek                                 | Health                                 | Harry Wolff                               | Végvári Tamás        | Robert Altman       |
| 1981 |                                                   | The Fan                                | Jake Berman                               |                      | Edward Bianchi      |
| 1982 | Viktor, Viktória                                  | Victor/Victoria                        | King Marchand                             | Szersén Gyula        | Blake Edwards       |
| 1984 | Páncélos felmentősereg                            | Tank                                   | Zack Carey főtörzsőrmester                | Papp János           | Marvin J. Chomsky   |
| 1984 | Páncélos felmentősereg                            | Tank                                   | Zack Carey főtörzsőrmester                | Barbinek Péter       | Marvin J. Chomsky   |
| 1985 | Egy kis románc                                    | Murphy's Romance                       | Murphy Jones                              | Konrád Antal         | Martin Ritt         |
| 1988 | Naplemente                                        | Sunset                                 | Wyatt Earp                                | Reviczky Gábor       | Blake Edwards (2)   |
| 1992 | A dzsentlemanus                                   | The Distinguished Gentleman            | Jeff Johnson                              | Melis Gábor          | Jonathan Lynn       |
| 1992 | A dzsentlemanus                                   | The Distinguished Gentleman            | Jeff Johnson                              | Szokolay Ottó        | Jonathan Lynn       |
| 1993 | Égi tűz                                           | Fire in the Sky                        | Frank Watters                             | Szersén Gyula        | Robert Lieberman    |
| 1994 | Maverick – Halálos póker                          | Maverick                               | Zane Cooper békebíró                      | Szokolay Ottó        | Richard Donner      |
| 1996 | Álnokok és elnökök                                | My Fellow Americans                    | Matt Douglas elnök                        | Láng József          | Peter Segal         |
| 1998 | Rejtélyes alkony                                  | Twilight                               | Raymond Hope                              | Csurka László        | Robert Benton       |
| 1998 | Rejtélyes alkony                                  | Twilight                               | Raymond Hope                              | Barbinek Péter       | Robert Benton       |
| 2000 | Űrcowboyok                                        | Space Cowboys                          | Tank Sullivan                             | Dobránszky Zoltán    | Clint Eastwood      |
| 2001 | Atlantisz – Az elveszett birodalom                | Atlantis: The Lost Empire              | Lyle Tiberius Rourke parancsnok hangja    | Kőszegi Ákos         | Gary Trousdale      |
| 2001 | Atlantisz – Az elveszett birodalom                | Atlantis: The Lost Empire              | Lyle Tiberius Rourke parancsnok hangja    | Kőszegi Ákos         | Kirk Wise           |
| 2002 | Vagány nők klubja                                 | Divine Secrets of the Ya-Ya Sisterhood | Shepard James `Shep` Walker               | Bitskey Tibor        | Callie Khouri       |
| 2003 | Őslények országa 10. – A hosszúnyakúak vándorlása | The Land Before Time X                 | Pat                                       | Kránitz Lajos        | Charles Grosvenor   |
| 2004 | Szerelmünk lapjai                                 | The Notebook                           | Noah "Duke" Calhoun idősen                | Dobránszky Zoltán    | Nick Cassavetes     |
| 2006 | A legszebb ajándék                                | The Ultimate Gift                      | Howard "Red" Stevens                      | Szokolay Ottó        | Michael O. Sajbel   |
| 2007 | Harc a Terra bolygóért                            | Battle for Terra                       | Doron hangja                              | Szokolay Ottó        | Aristomenis Tsirbas |

## További információ
- James Garner a Facebookon
- James Garner a PORT.hu-n (magyarul)
- James Garner az Internetes Szinkronadatbázisban (magyarul)
- James Garner az Internet Movie Database-ben (angolul)
- James Garner a Rotten Tomatoeson (angolul)
- James Garner. Filmkatalógus.hu (magyarul)
- James Garner az AlloCiné weboldalán (franciául)
- James Garner Profile (angol nyelven). famousfix.com. (Hozzáférés: 2023. július 15.)